# Epeolus rasnitsyni
Epeolus rasnitsyni (лат.) — вид земляных пчёл-кукушек рода Epeolus из подсемейства Nomadinae (Apidae). Эндемик Таджикистана (Памир). Назван в честь профессора Александра Павловича Расницына.

## Распространение
Средняя Азия: Таджикистан, Горно-Бадахшанская автономная область (Памир).

## Описание
Мелкие слабоопушённые пчёлы (длина тела 8 мм, длина переднего крыла 6 мм) с беловато-жёлтыми отметинами на теле как у ос и рыжевато-красными ногами. Голова чёрная, но мандибулы жёлто-красные с темной вершиной; верхняя губа и наличник (на вершине) и усики жёлто-красные. Мезосома преимущественно чёрная; переднеспинка и тегула жёлто-красноватые; подмышечные впадины буроватые; ноги желтоватые (включая шпоры); крылья прозрачные, рыльца и жилки от светло-коричневых до жёлтых. Диски тергалов тёмно-коричневые; краевые зоны бледные. Пигидиальная пластинка красноватая. Стерниты жёлто-буроватые со светлыми краевыми зонами.
Этот вид наиболее близок к Epeolus laticauda, обладая сходной структурой, скульптурой и опушением тела, включая структуру верхней губы и узоры перевязок тергального валика (непрерывных медиально). Новый вид хорошо отличается от E. laticauda сильно выпуклыми аксиллами с длинным зубцом (уплощенные, с более коротким зубцом у E. laticauda), глубоко выемчатым мезоскутеллумом и апикально закругленной пигидиальной пластинкой (слегка двулопастной или прямой у E. laticauda).

## Таксономия и этимология
Вид Epeolus rasnitsyni был впервые описан в 2021 году российскими гименоптерологами Astafurova Yu.V., Proshchalykin M.Yu. (Федеральный научный центр биоразнообразия наземной биоты Восточной Азии ДВО РАН, Владивосток, Россия) по типовому материалу, собранному в 1936 году в Западном Памире. Видовое название дано в честь палеоэнтомолога Александра Павловича Расницына (Палеонтологический институт РАН, Москва), за его крупный вклад в изучение перепончатокрылых насекомых и по случаю его 85-летия.